# Askr ed Embla

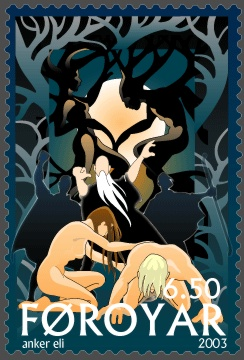
Askr ed Embla su un francobollo postale delle Isole Fær Øer, 2003 da Anker Eli Petersen

Askr ed Embla (in norreno, rispettivamente frassino e olmo) furono i primi esseri umani creati dagli dèi secondo la mitologia norrena. Figure simili ad Adamo ed Eva.
Odino e i suoi fratelli, Vé e Víli, crearono, secondo la cosmogonia norrena, i nove mondi.
Secondo il Gylfaginning, presero rispettivamente due ceppi, un frassino e un olmo, da una spiaggia. Da esse crearono due figure umane, in cui Odino infuse il soffio vitale, Víli lo spirito e le emozioni, e infine Vé i sensi e la parola.
Nella stanza 17 del Völuspá è invece riportato che, assieme a Odino, non furono Vili e Vé a infondergli l'essenza vitale, bensì Hœnir e Lóðurr. Poiché Snorri Sturluson conosceva bene l'Edda poetica, di cui il Völuspá è parte, e ciò lo si afferma notando molte citazioni nella sua Edda in prosa, di cui il Gylfaginning è parte, fa supporre che Hœnir possa essere un altro nome per Víli e Lóðurr possa essere Vé, ma tale supposizione non è scontata perché potrebbe essere possibile che esistano due versioni del mito, episodio assai frequente.
Autori moderni ipotizzano anche che quest'ultimi possano essere o addirittura Freyr e Loki, o che questi erano semplicemente due personificazioni del carattere di Odino.
Askr, l'uomo, ed Embla, la donna, furono i progenitori della razza umana. Vissero a Miðgarðr.